# MTM (gruppo musicale)
Gli MTM sono stati un duo musicale portoghese formato da Marco Quelhas e Tony Jackson.
Hanno rappresentato il Portogallo all'Eurovision Song Contest 2001 con il brano Só sei ser feliz assim.

## Carriera
MTM è l'acronimo di Marco, Tony e Música, i tre elementi vitali del gruppo. Il 7 marzo 2001 hanno partecipato al Festival da Canção, la selezione portoghese per l'Eurovision, cantando il loro inedito Só sei ser feliz assim e venendo incoronati vincitori dalle giurie. All'Eurovision Song Contest 2001, che si è tenuto il successivo 12 maggio a Copenaghen, si sono piazzati al 17º su 23 partecipanti con 18 punti totalizzati: 12 dalla Francia, dove sono risultati i più televotati della serata, e 6 dalla Spagna.

## Discografia

### Singoli
- 2001 – Só sei ser feliz assim / The Only Way